# Hazarernas resning
Hazarernas resning bestod av tre uppror av hazarerna i Hazarajat i Afghanistan mot emiren  Abdur Rahman Khan, som ägde rum 1888–1890, 1892 respektive 1893.

## Första resningen
Den första resningen utbröt 1888 sedan emiren hade tillerkänts överhöghet över områdena Turkistan, Hazarajat och Kafiristan av britterna i fördraget i Gandamak efter andra anglo-afghanska kriget. Konflikten avslutades med afghansk seger över hazarerna. De hazariska hövdingarna sändes till Kabul och avrättades, mycket av marken delades ut till icke hazariska jordägare, och den hazariska befolkningen underkastades ett hårt förtryck.

## Andra resningen
År 1892 utbröt ett nytt uppror sedan en afghanska regeringssoldat hade begått ett sexuellt övergrepp mot en hazarisk hövdingahustru. Den afghanska emiren förklarade jihad mot hazarerna, eftersom dessa var shiiter snarare än sunnimuslimer, och fick då ihop en stor armé, som tränades av brittiska experter. Resningen slogs ned. En massaker på hazarerna ägde rum, emiren gav order om att hazernas vapen skulle konfiskeras och att de skulle omvändas till sunniislam, och tusentals hazariska krigsfångar såldes på slavmarknaden i Kabul och Kandahar.

## Tredje resningen
Den tredje resningen utbröt 1893 mot centralregimens hårda skattepolitik. Den tog regimen med överraskning och var initialt framgångsrik, innan den slutligen slogs ned. Det som följde har beskrivits som ett folkmord mot hazarerna. Sextio procent av hazarerna uppges ha blivit massakrerade, tusentals människor såldes som slavar, hela byar tvångsförflyttades till norra Afghanistan medan ytterligare tusentals flydde över gränsen till nuvarande Pakistan kring Quetta. Detta har beskrivits som den största etniska rensningen som ägt rum i Afghanistans historia.